# أولاد مرزوك (مشرع حمادي)
أولاد مرزوك هي إحدى مشيخات المملكة المغربية، تتبع جغرافيا لإقليم تاوريرت وإداريًا لمشرع حمادي. يقدر عدد سكانها بـ 686 نسمة حسب الإحصاء الرسمي للسكان والسكنى لسنة 2004.